# 크립테리아
크립테리아(독일어: Krypteria)는 독일의 혼성(남성 3인, 여성 1인) 4인조 파워 메탈/고딕 메탈 밴드이다. 2001년 결성되었고, 2004년에 조지인을 영입하였다.
현재 4장의 정규앨범과 1장의 EP를 발매하였다. 최근의 앨범은 2011년 4월 22일에 발표된 "All Beauty Must Die"이다.
2006년 2월 9일, 서울에서 쇼케이스를 열었다.

## 구성원
- 조지인(曹智仁) - 여성,보컬·피아노,독일 이주 한국인 2세
- 크리스 지몬스(Chris Siemons) - 기타·키보드
- 프랑크 슈툼볼(Frank Stumvoll) - 베이스
- S.C 쿠슈네루스(Michael „S.C.“ Kuschnerus) - 드럼

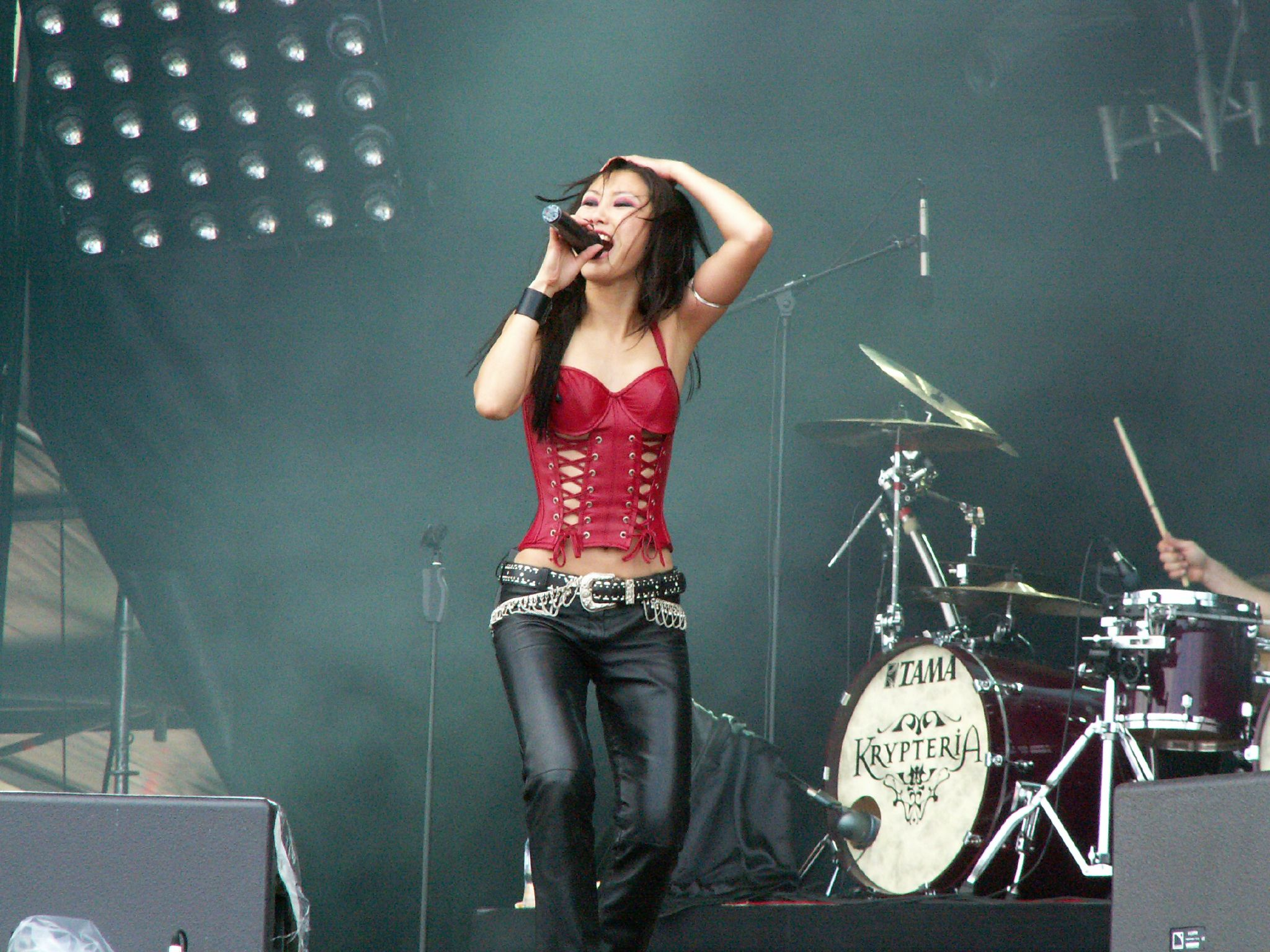
조지인
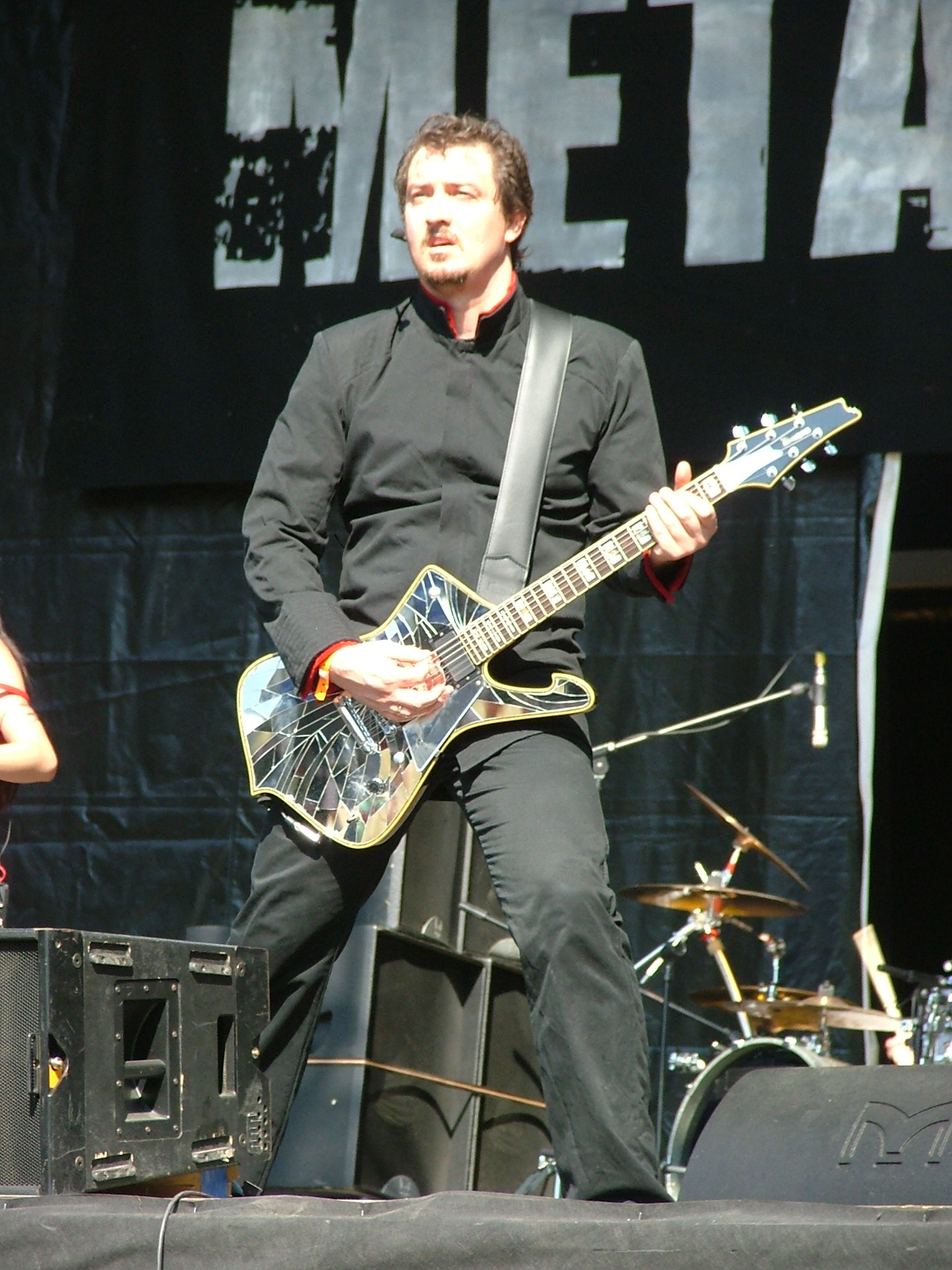
크리스 지몬스
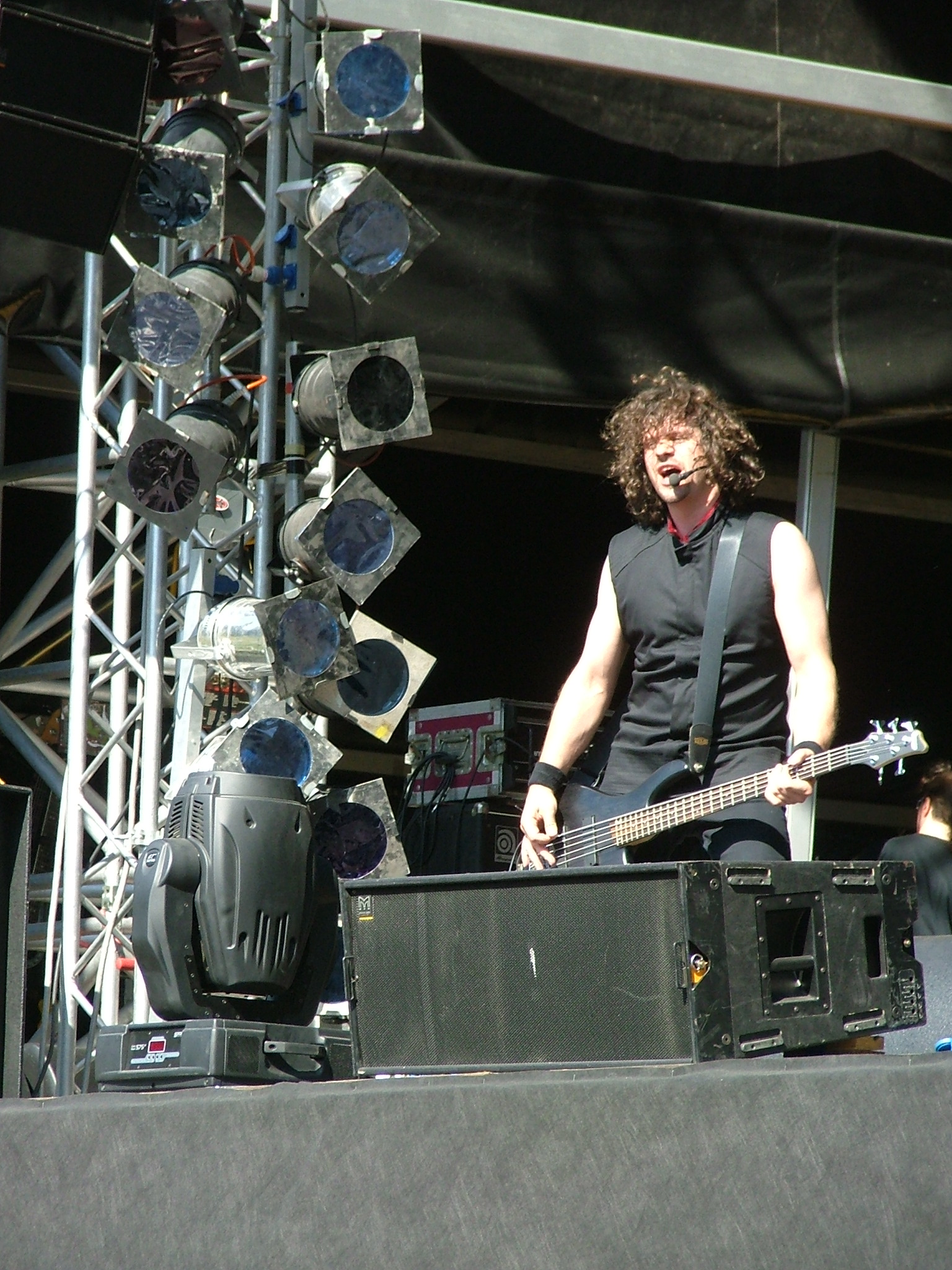
프랑크 슈툼볼
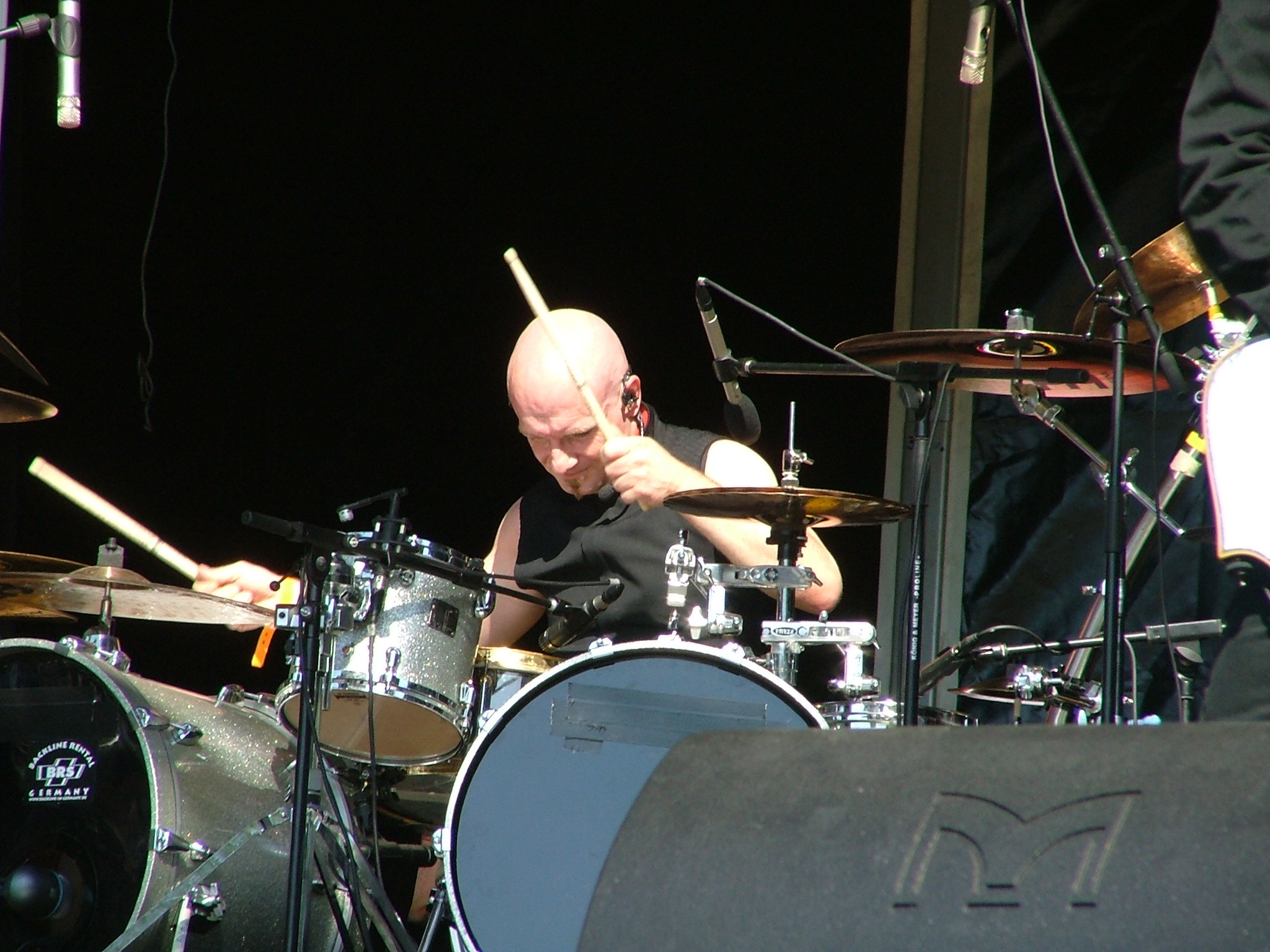
S.C 쿠슈네루스

## 밴드의 역사
크립테리아는 2001년 크리스 지몬스, 프랑크 슈툼볼, S.C 쿠슈네루스로 결성되었는데, 그들은 처음에는 판타지 뮤지컬 음악을 원했으나, 마땅한 보컬이 없었다. 2004년 독일 RTL 방송의 2004년 인도양 지진 해일 사태에 대한 기부금 모금의 배경음악으로 이들의 곡 리베라티오(Liberatio)가 선정되었고, 방송을 통해 크립테리아가 많이 알려진 동시에 1천100만 유로를 모금하였다. 이 곡과 이들이 당시 작업했던 노래를 담은 음반은 Liberatio란 이름의 비공식 앨범으로 2004년에 발매되었다.
2005년, 데뷔 앨범《In Medias Res》(라틴어: 사건의 중심으로)를 발매하였고, 대한민국에서는 제1집의 타이틀곡 〈Victoriam Speramus〉의 한국어판 〈승리를 위하여〉가 13번 트랙에 특별히 삽입되었다.
2006년에는 EP "에볼루션 프린시플(Evolution Principle)"을 발매하였다. 이 앨범의 1,2,3번 곡은 2007년 발매할 2집에 그대로 실리게 된다.
2007년 1월 19일, 두 번째 앨범인 "블러드에인절스 크라이(Bloodangel's Cry)"가 출시되었다. "블러드에인절스 크라이(Bloodangel's Cry)"는 밴드의 큰 성공작이었다. 한국 언론과의 이터뷰에서 이들은 2번째 앨범 "블러드에인절스 크라이"가 자신들이 과거 매니저에게서 당한 불운한 과거 경험을 담은 앨범이라고 밝혔으며, 이 앨범의 모든 곡은 하나의 의미로 연결된다고 밝혔다.
2009년 8월 28일, 세 번째 음반인 "마이 페이털 키스(My Fatal Kiss)"를 출시했다. 조지인은 이 앨범에서 자신의 공허함과 절망, 내면의 악마, 선악의 싸움을 다루고, 자기 자신의 투쟁에 대해 이야기한다고 밝혔다. 다만, 이 앨범부터는 한국에 정식으로 발매되지 않았다.
2011년 4월 22일, All Beauty Must Die가 발표되었다. 이 앨범의 디지팩 한정판에는 이들의 비공식 앨범 Liberatio의 두 곡(Liberatio, Get The Hell Out Of My Way)의 리메이크가 실려 있는데, 크립테리아는 앨범 발매 1달가량 전부터 자신의 페이스북 블로그에서 이 두 곡과 4번 곡 You Killed Me, 그리고 5번 곡 Live To Fight Another Day의 뮤직비디오를 공짜로 받을 수 있도록 제공하였다. 4월 22일날 발표된 앨범은, 3번 곡 Fly Away With Me의 후렴구에서 G선상의 아리아 일부를 인용하고, 12번 곡 The Eye Collector의 간주에서 베토벤의 월광 소나타를 인용하는 등, 전반적으로 클래식 음악을 많이 인용하는 모습을 보였다.

## 앨범

### 정규앨범과 EP
- 1집 In Medias Res - 2005년 7월 25일 출시
- 1차 EP Evolution Principle - 2006년 8월 4일 출시
- 2집 Bloodangel's Cry - 2007년 1월 15일 출시
- 3집 My Fatal Kiss - 2009년 8월 28일
- 4집 All Beauty Must Die - 2011년 4월 22일

### 싱글
- Liberatio (2005)
- Victoriam Speramus (2005)
- Somebody Save me (2007)

### 참여 앨법
- 2006년 FIFA 월드컵 응원가 앨범 (Go Reds)

## 자료 참조
- Krypteria Last.fm의 정보
- 크립테리아 공식 홈페이지

1. ↑  KRYPTERIA - Official Website